# الخطوط الجوية العربية الليبية الرحلة 114
في 21 فبراير 1973 أقلعت طائرة الخطوط الجوية العربية الليبية الرحلة 114 من طراز بوينغ 727 من مطار طرابلس العالمي في طريقها إلى مطار القاهرة الدولي عبر مدينة بنغازي الليبية، وبعد دخول الطائرة الأجواء المصرية تعرضت لعاصفة رملية أجبرت الطاقم على الاعتماد كليا على الطيار الآلي، ودخلت عن طريق الخطأ في المجال الجوي لشبه جزيرة سيناء الواقعة تحت الاحتلال الإسرائيلي في ذلك الوقت، فقامت طائرتين إسرائيليتين من طراز إف-4 فانتوم الثانية بإسقاط الطائرة في صحراء سيناء، ونتج عن الحادث مقتل 108 ممن كانوا على متنها، ونجا خمسة أشخاص فقط بينهم مساعد الطيار.

## تفاصيل الرحلة

### بداية الرحلة

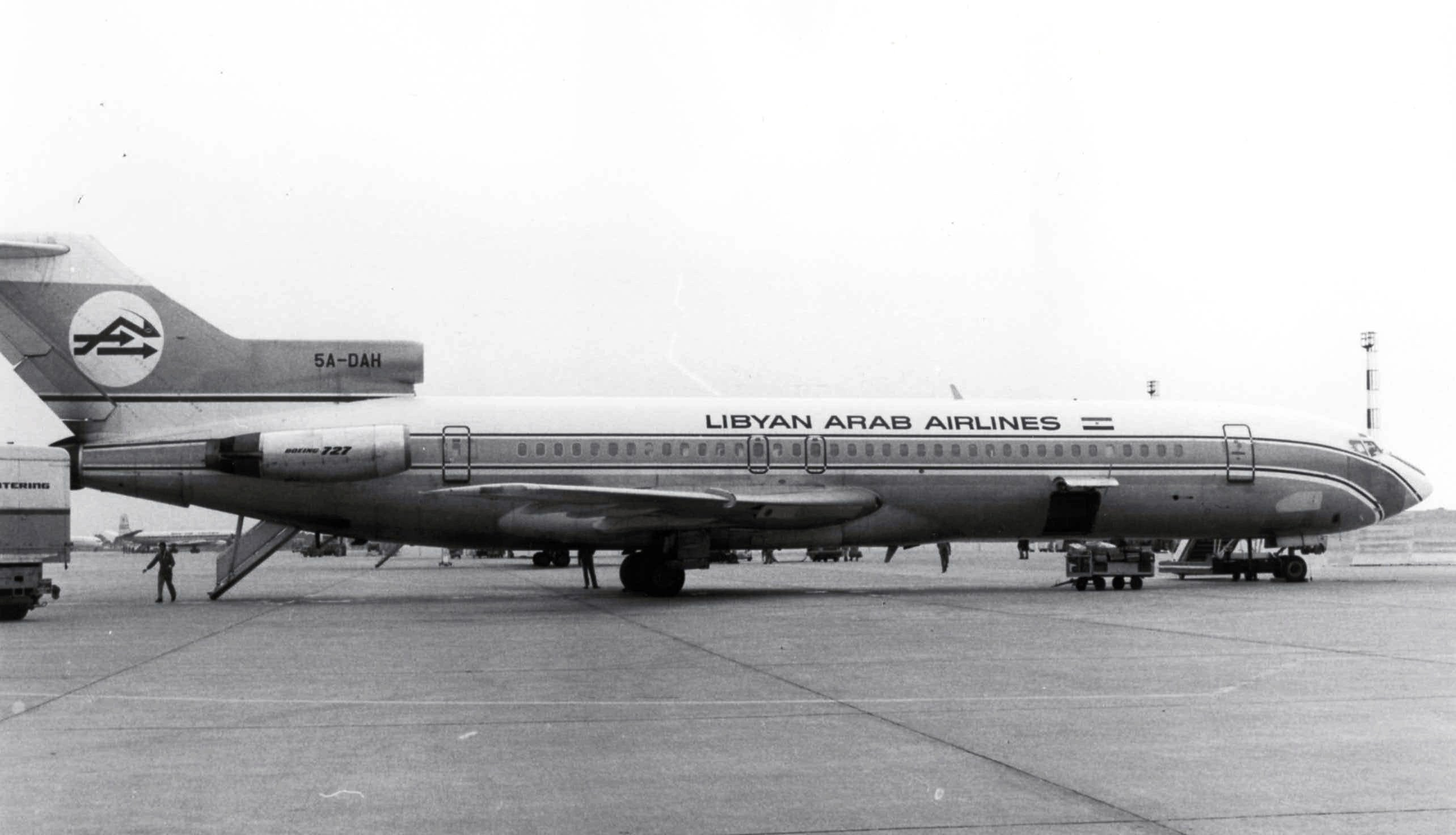
طائرة الخطوط الجوية الليبية من نوع بوينغ 727

كانت الساعة تشير إلى العاشرة والنصف صباح يوم 21 فبراير 1973 عندما أقلعت طائرة الخطوط الجوية العربية الليبية الرحلة 114 من طراز بوينغ 727-244 في رحلة منتظمة اعتيادية من مطار طرابلس العالمي بالعاصمة الليبية طرابلس متوجهة إلى مطار القاهرة الدولي بالعاصمة المصرية القاهرة، وتوقفت لفترة من الوقت في مطار بنينة الدولي بمدينة بنغازي الواقعة شرق ليبيا، لتغادر وعلى متنها 113 شخصاً 104 راكب وتسعة من أفراد الطاقم. مساعد الطيار (ليبي الجنسية)، فيما كان قبطان الطائرة «جاك بورجييه» ومهندس الرحلة وأغلبية الطاقم يحملون الجنسية الفرنسية، وذلك بموجب عقد تم إبرامه بين شركة الخطوط الجوية الفرنسية والخطوط الجوية العربية الليبية، واستمرت الطائرة في رحلتها حتى دخولها للأجواء المصرية.

### ضياع الطائرة وإسقاطها
أثناء تحليق الطائرة على ارتفاع عال فوق الأجواء المصرية تعرضت لعاصفة رملية شديدة، وبعد وقت قصير اكتشف قبطان الطائرة أنه قد ارتكب خطأ ملاحياً، حيث اكتشف وجود عطل في بوصلة الطائرة، ولم يتمكن بالتالي من الاستدلال على المسار السليم للرحلة، بالإضافة لذلك تم فقد المرشد اللاسلكي لخطها الجوى، ولم يتمكن الطاقم من تحديد موقعه. وبحلول 13:52 تلقت الطائرة إشارة من برج المراقبة بمطار القاهرة تعطي القائد المعلومات الخاصة بتصحيح مساره وتحذره من إمكانية أن تكون الطائرة محلقة فوق صحراء سيناء المحتلة آنذاك.
إلا أن الرياح القوية وعطل البوصلة تسببتا في نزوح الطائرة لتطير فوق قناة السويس، في ذلك الوقت كانت مصر وإسرائيل في حالة حرب بسبب احتلال إسرائيل لشبه جزيرة سيناء خلال حرب يونيو 1967، وكانت الهجمات المتبادلة معلقة بسبب اتفاق هدنة لوقف إطلاق النار. وبعد مرور دقيقتين فقط دخلت الطائرة الليبية المجال الجوي لسيناء محلقة على ارتفاع 20.000 قدم، وفي الساعة 13:59 قامت مقاتلتان تابعتان للقوات الجوية الإسرائيلية باعتراض الطائرة الليبية لغرض التحقق من هويتها، وحسب الرواية الإسرائيلية "فقد أشار أحد طياري الطائرة الحربية لطاقم الطائرة المدنية بعد مشاهدتهما عيناً بعين بأن تتبع الطائرة الليبية طائرة من الطائرتين الإسرائيليتين باتجاه قاعدة "ريفيديم" الجوية الإسرائيلية، لكن طاقم الطائرة رفض الأمر وتابع الطيران في وجهته.
أطلقت بعد ذلك إحدى المقاتلتين صاروخاً باتجاه الطائرة الليبية، والتي أصيبت بدورها وأدى ذلك إلى عطب بجناحها وتعطل الأنظمة الهيدروليكية بالطائرة، وحاول قائد الطائرة بعد ذلك الخروج من المجال الجوي لسيناء والعودة إلى المجال الجوي المصري، إلا أن الطائرة قد لحق بها أضرار بالغة تجعل من العودة لمصر أمراً شبه مستحيل، واضطر قائد الطائرة إلى اتخاذ قرار بالهبوط الاضطراري في منطقة مليئة بالكثبان الرملية في صحراء سيناء، فتحطمت الطائرة أثناء هبوطها لطبيعة هذه المنطقة الغير صالحة للهبوط ولقي 108 ممن كانوا على متنها مصرعهم، ونجا خمسة أشخاص فقط بينهم مساعد الطيار الليبي.

## بعد الحادث
تم اتهام إسرائيل من قبل عدة أطراف بتعمدها إسقاط طائرة الركاب الليبية، إلا أن الحكومة الإسرائيلية أنكرت في البداية مسؤوليتها عن الكارثة، لكنها في 24 فبراير عندما تم العثور على الصندوق الأسود للطائرة، اعترفت أن إسقاط الطائرة تم «بتفويض شخصي» من قبل دافيد إلعازار رئيس الأركان الإسرائيلي وقتها، لم تقم الأمم المتحدة باتخاذ أي إجراء ضد إسرائيل، فيما وجهت المنظمة الدولية للطيران المدني إدانة ولوم إلى الحكومة الإسرائيلية بسبب الهجوم، في حين لم تقبل الولايات المتحدة الحجة التي قدمتها إسرائيل، ونددت بالحادث.

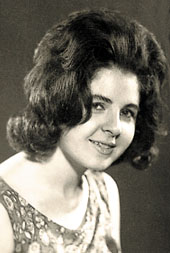
سلوى حجازي، أحد الضحايا

كان من ركاب الطائرة وزير الخارجية الليبية السابق صالح بويصير كما كانت أيضا مذيعة التلفزيون المصرية الشهيرة سلوى حجازي، كما أن جميع الركاب كانوا من المدنيين. معظم الضحايا كانوا من مدينة بنغازي حيث أقيمت جنازة شعبية ضخمة للضحايا حضرها معمر القذافي.
في مارس 2008 بدأ نجل وزير الخارجية الأسبق صالح بويصير إجراءات لملاحقة حكومة إسرائيل قضائيا لمطالبتها بالكشف عن الحقائق المتعلقة بإسقاط طائرة الركاب المدنية الليبية العام 1973، وذلك عن طريق محامي معتمد في تل أبيب، والذي تقدم بمذكرة لرئيس وزراء إسرائيل إيهود أولمرت ومينى ميزوز المدعي العام في وزارة العدل الإسرائيلية.
كما سعت أسرة المذيعة المصرية الراحلة سلوى حجازي برفقة عدد من أسر الضحايا الليبيين والمصريين إلى رفع قضية أمام المحاكم الفرنسية ضد إسرائيل لمطالبتها بتعوضات عن الحادث ومحاكمة مسؤولين سابقين في الحكومة الإسرائيلية عن هذا العمل الإرهابي.
كما دعى مؤتمر الشعب العام في ليبيا في بيانه الختامي الذي صدر في يناير 2005 إلى «أهمية متابعة الجهود المبذولة للمطالبة بالتعويض العادل عما لحق به من أضرار معنوية وبشرية ومادية ناجمة عن العدوان على الطائرة المدنية التابعة للخطوط الجوية العربية الليبية التي أسقطت فوق سيناء بمصر من قبل الإسرائيليين في شهر النوار 1973» كما ورد في البيان.
وكانت وسائل إعلام إسرائيلية نقلت عن أحد طياري الطائرات الفانتوم الإسرائيلية التي أسقطت الطائرة المدنية اعترافه «بالشعور بتأنيب ضمير للمشاركة في ضرب الطائرة، رغم تأكده من عدم وجود أية أشياء أو مخاطر تهدد إسرائيل بعد أن رأى بالعين المجردة امتلاء الطائرة بالركاب المدنيين». ولا تقيم إسرائيل وليبيا أي علاقات ديبلوماسية.

## وصلات خارجية
- حديث مع ضحايا فاجعة الرحلة 114، جيل ليبيا